# Furfuramid
Furfuramid, furamid – związek chemiczny z grupy amidów. Zawiera pięcioczłonowy pierścień heterocykliczny (pochodna furanu). Możliwe są dwa izomery furamidu, 2-furamid i 3-furamid, z grupą amidową w pozycji 2 lub 3 pierścienia furanowego.

## Otrzymywanie
2-Furamid może być otrzymany z furfuralu w reakcji Willgerodta-Kindlera:
C
4H
3O−CHO + S + 3NH
3 + H
2O → C
4H
3O−CONH
2 + (NH
4)
2S
Różne pochodne 3-furamidu można otrzymać w reakcji mieszaniny aminy, diketenu i dibenzoiloacetylenu w obecności trifenylofosfiny:

Synteza pochodnych 3-furamidu, Ph oznacza grupę fenylową